# Francisco Jiménez Cortés
Francisco “Pancho” Jiménez Cortés (asesinado el 21 de diciembre de 1879), fue un militar cubano del siglo XIX. 

## Orígenes
Francisco Jiménez Cortés nació en la ciudad de Sancti Spíritus, Las Villas, Cuba, en una fecha desconocida. 

## Guerra de los Diez Años
Se alzó en armas contra el dominio colonial español en su región natal, en febrero de 1869, durante el transcurso de la Guerra de los Diez Años (1868-1878). En esta primera etapa, estuvo subordinado al Mayor general Salomé Hernández. 
Durante dicha guerra, acompañó a las tropas villareñas en sus correrías por Camagüey, Oriente y, nuevamente, de regreso hacia Las Villas. En marzo de 1875 fue ascendido a Coronel. 
En noviembre de 1876, participó en la Batalla de Nuevas de Jobosí y, el 1 de octubre de 1877, fue ascendido a General de Brigada (Brigadier). 
Firmada la paz, en el Zanjón, el 10 de febrero de 1878, y ante la imposibilidad de continuar la guerra, estuvo entre los mambises que capitularon en Ojo de Agua, el 28 de febrero de 1878.

## Guerra Chiquita y asesinato
Pancho Jiménez participó activamente en la preparación de la Guerra Chiquita (1879-1880), siendo uno de los jefes mambises de la región de Sancti Spíritus, en Las Villas. 
Se alzó en armas nuevamente, esta vez el 9 de noviembre de 1879. Participó en varias acciones combativas, pero, viendo también perdida esta guerra, capituló ante las fuerzas españolas el 21 de noviembre. 
El Brigadier Pancho Jiménez Cortés fue asesinado en Arroyo Blanco, Las Villas, Cuba, por un capitán español el 21 de diciembre de 1879, apenas un mes después de haber depuesto las armas. 
- Datos: Q57497163